# 1743
1743 (MDCCXLIII) byl rok, který dle gregoriánského kalendáře započal úterým.

## Události
- za císařovny Marie Terezie zestátněno poštovnictví v celé rakousko-uherské říši, rod Paarů tím získal jen dědičné léno k zachování až do vymření rodu po meči

### Probíhající události
- 1739–1748 – Válka o Jenkinsovo ucho
- 1740–1748 – Války o rakouské dědictví

## Narození

### Česko
- 25. ledna – Josef Winterhalder, jihomoravský a rakouský malíř († 17. ledna 1807)
- 14. února – Josef Valentin Zlobický, právník, překladatel a jazykovědec († 24. března 1810)
- 3. září – Josef Bohumír Mikan, lékař, botanik, rektor Karlovy univerzity († 7. srpna 1814)

### Svět

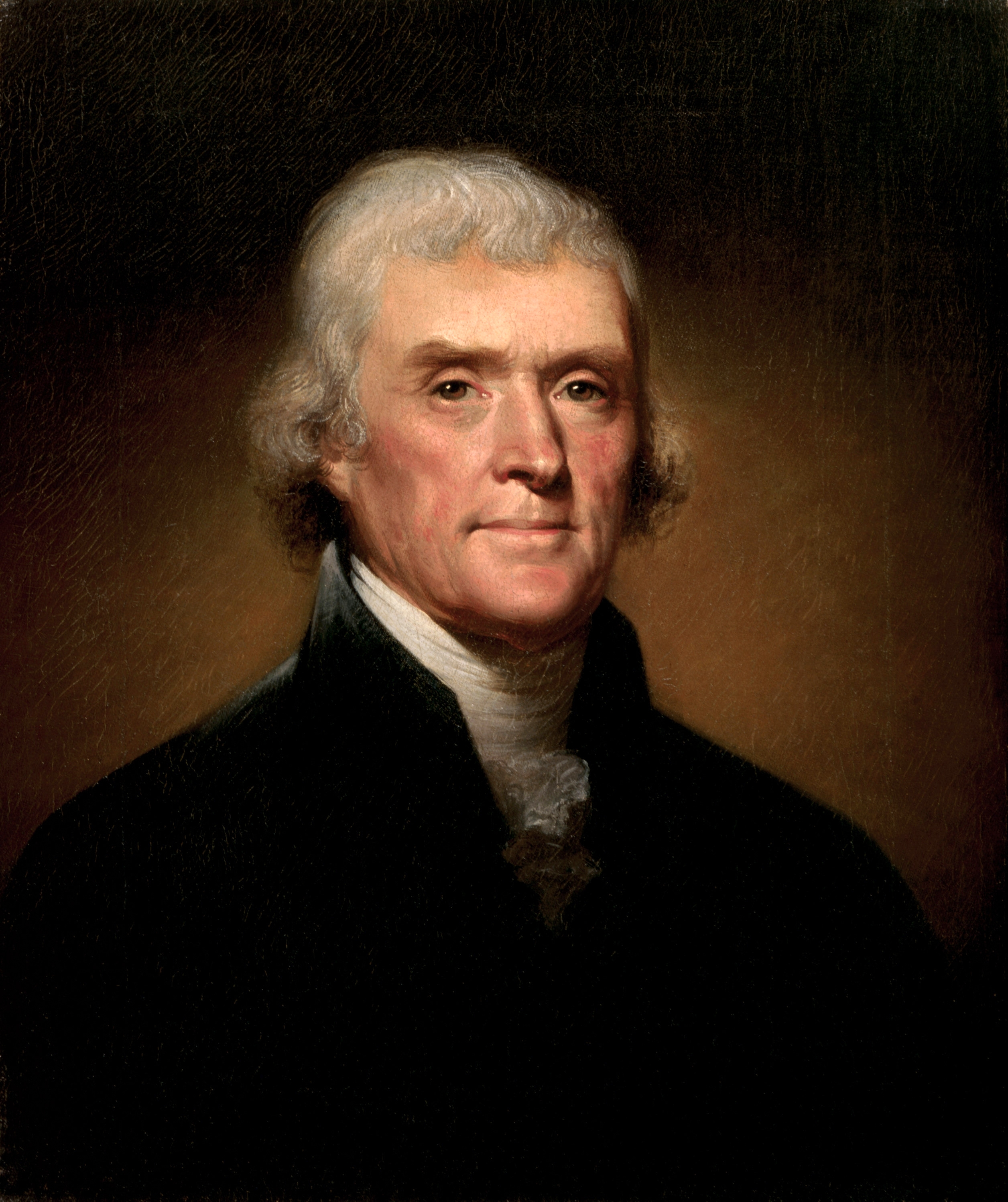
Thomas Jefferson (* 13. dubna)

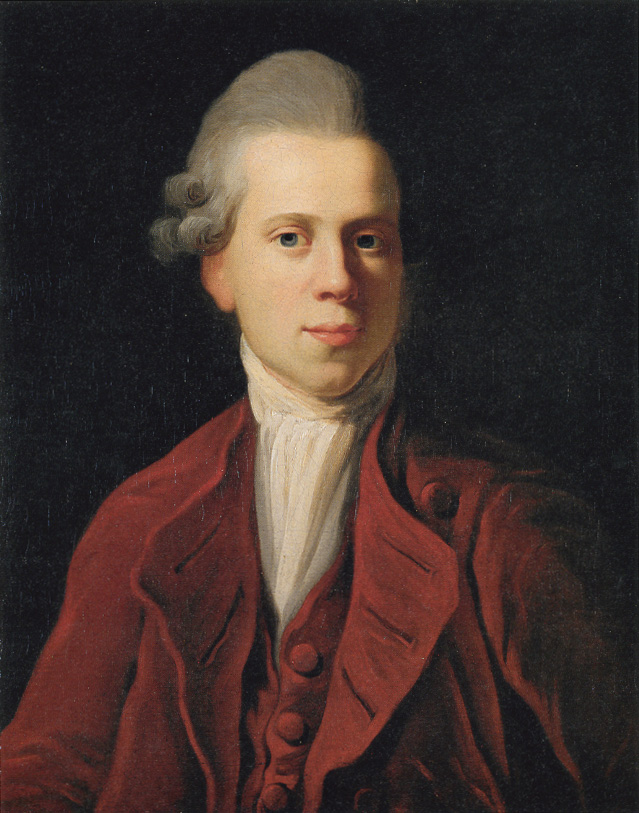
Nicolai Abraham Abildgaard (* 11. září)

- 25. ledna – Friedrich Heinrich Jacobi, německý spisovatel a filosof, kritik novověkého racionalismu († 1819)
- 13. února – Joseph Banks, anglický přírodovědec, botanik, prezident Královské společnosti († 19. června 1820)
- 19. února – Luigi Boccherini, italský hudební skladatel a violoncellista († 28. května 1805)
- 28. února – René Just Haüy, francouzský mineralog († 3. června 1822)
- 30. března – Didak Josef z Cádizu, španělský kněz, kazatel a spisovatel, blahoslavený († 24. března 1801)
- 13. dubna – Thomas Jefferson, třetí prezident USA († 4. července 1826)
- 20. května – Toussaint Louverture, haitský černošský vojevůdce a revolucionář († 7. dubna 1803)
- 24. května – Jean-Paul Marat, francouzský politik, lékař a publicista, předseda Jakobínů († 1793)
- 28. května – Johann David Wyss, švýcarský protestantský kněz a spisovatel († 11. ledna 1818)
- 4. července – Vicente Requeno, španělský archeolog († 16. února 1811)
- 14. července
  - Gavrila Romanovič Děržavin, ruský básník († 20. července 1816)
  - William Paley, anglický filozof († 25. května 1805)
- 13. srpna – Marie Alžběta Habsbursko-Lotrinská, rakouská arcivévodkyně, dcera Marie Terezie († 22. září 1808)
- 17. srpna – Eberhard August Wilhelm von Zimmermann, německý geograf a zoolog († 4. července 1815)
- 19. srpna – Madame du Barry, milenka francouzského krále Ludvíka XV. († 1793)
- 26. srpna – Antoine Lavoisier, francouzský chemik († 8. května 1794)
- 11. září – Nicolai Abraham Abildgaard, dánský malíř († 4. června 1809)
- 17. září – Nicolas de Condorcet, francouzský filosof, matematik a raný politolog († 1794)
- 5. října – Leopold Schulz von Straßnitzki, rakouský vědec, politik a úředník († 4. února 1814)
- 1. listopadu – Johann Friedrich Wilhelm Herbst německý přírodovědec a entomolog († 5. listopadu 1807)
- 11. listopadu – Carl Peter Thunberg, švédský přírodovědec († 8. srpna 1828)
- 25. listopadu – William Henry, vévoda z Gloucesteru a Edinburghu, britský princ († 25. srpna 1805)
- 1. prosince – Martin Heinrich Klaproth, německý chemik, objevitel uranu, průkopník analytické chemie († 1817)
- ? – Pomaré I., tahitský král († 1803)
- ? – Abraham Rees, velšský encyklopedista († 9. června 1825)

## Úmrtí
Česko
- 24. května – Jiří Sarganek, slezský teolog a spisovatel (* 27. ledna 1702)
- 25. června – Václav Matyáš Gurecký, český hudební skladatel (* 4. srpna 1705)
- 9. října – Václav Vavřinec Reiner, český malíř vrcholného baroka (* 8. srpna 1689)

Svět
- 7. ledna – Anna Žofie Reventlow, milenka a posléze manželka dánského krále Frederika IV. (* 1693)
- 10. ledna – André Hercule de Fleury, kardinál a první ministr Francie za vlády Ludvíka XV. (* 6. června 1653)
- 10. února – Louise Adélaïde d'Orléans, francouzská princezna (* 13. srpna 1698)
- 9. března – Jean-Baptiste Lully, francouzský hudební skladatel (* 6. srpna 1665)
- 29. dubna – Abbé de Saint-Pierre, francouzský kněz, diplomat a osvícenský politický myslitel (* 18. února 1658)
- 16. června – Luisa Františka Bourbonská, nejstarší uznaná dcera Ludvíka XIV. Francouzského (* 1. června 1673)
- 2. července – Spencer Compton, 1. hrabě z Wilmingtonu, britský premiér (* 1673)
- 5. července – Hatice Sultan, osmanská princezna a dcera sultána Mehmeda IV. (* cca 1660)
- 28. září – Michail Grigorievič Zemcov ruský barokní architekt (* 1688)
- 4. října – John Campbell, 2. vévoda z Argyllu, britský státník a skotský šlechtic (* 10. října 1680)
- 27. prosince – Hyacinthe Rigaud, francouzský malíř (* 18. července 1659)
- ? – François Gayot de Pitaval, francouzský advokát, nakladatel a spisovatel (* 1673)
- ? – Severin Tischler, sochař (* 1705)

## Hlavy států
- Francie – Ludvík XV. (1715–1774)
- Habsburská monarchie – Marie Terezie (1740–1780)
- Osmanská říše – Mahmud I. (1730–1754)
- Polsko – August III. (1734–1763)
- Portugalsko – Jan V. (1706–1750)
- Prusko – Fridrich II. (1740–1786)
- Rusko – Alžběta Petrovna (1741–1762)
- Španělsko – Filip V. (1724–1746)
- Švédsko – Frederik I. (1720–1751)
- Velká Británie – Jiří II. (1727–1760)
- Svatá říše římská – Karel VII. (1742–1745)
- Papež – Benedikt XIV. (1740–1758)
- Japonsko – Sakuramači (1735–1747) / Tokugawa Jošimune (1716–1745)
- Perská říše – Nádir Šáh